# Arno Tausch
Arno Tausch (nacido el 11 de febrero de 1951 en Salzburgo, Austria) es un politólogo de Austria y uno de los fundadores de las investigaciones cuantitativas sobre el sistema mundial así como del desarrollo en Europa.
Tausch es un participante activo en el movimiento de la teología de la liberación y del movimiento ecuménico y defensor del diálogo entre las grandes religiones del mundo. Está involucrado en el estudio de los efectos cuantitativos de la globalización sobre los sistemas sociales.
Está casado y tiene tres hijas.

## Formación y vida académica
Tausch recibió su doctorado en ciencia política de la Universidad de Salzburgo en 1976 y su habilitación para la Universidad de Innsbruck.
Fue profesor visitante Asociado en el Departamento de Ciencia Política de la Universidad de Hawái en Manoa, Estados Unidos e Investigador Invitado en el Instituto Internacional de Investigación Social Comparativo, Centro de Ciencias, Berlín Occidental (ahora: WZB - Centro de Investigación de Ciencias Sociales de Berlín). Actualmente es Profesor Adjunto (Universitaetsdozent), de Ciencias Políticas en la Universidad de Innsbruck y Profesor Visitante de Ciencias Económicas en la Universidad de Corvinus en Budapest, Hungría. 

Recientemente se ha convertido en profesor visitante de Estudios Políticos y Gobernanza en la Universidad del Estado Libre en Bloemfontein, Sudáfrica.
Fue diplomático austriaco en el exterior y Consejero de Trabajo y Migración en la Embajada de Austria en Varsovia.
Es uno de los científicos que contribuyen, desde sus inicios, en la revista académica Entelequia. Revista Interdisciplinar, publicación conjunta de la Universidad de Málaga y la Universidad de Cádiz. Actualmente es miembro del consejo científico internacional de la citada revista. También es miembro del consejo científico de varias otras revistas, entre ellas Innovation. The European Journal of Social Science Research (publicado por Routledge, Londres).

## Formación especializada e investigación
A pesar de su formación en la economía neoclásica no le convencían sus explicaciones por lo que desde muy pronto dirigió su interés al estudio cuantitativo de la economía política y la ciencia política cuantitativa. Después de terminar su doctorado en la Universidad de Salzburgo, ganó un puesto como profesor asistente de ciencias políticas en la Universidad de Innsbruck en el otoño de 1977.
Junto con Otmar Höll y Kunibert Raffer, Tausch fue un pionero en los estudios sobre el sistema-mundial y de la teoría de la dependencia en Austria desde mediados del decenio de 1970 en adelante.
Durante los últimos años 1970, investigadores como Volker Bornschier y Dieter Senghaas comenzaron a remitir periódicamente a sus obras. Su primer verdadero trabajo reconocido internacionalmente fue el ensayo, escrito con Otmar Höll, en Austria y la periferia de Europa, en 1980.
Su libro más influyente es la Teoría Socio-Liberal de Desarrollo Mundial (1993, Macmillan, en inglés), que cuantitativamente da pruebas de la relevancia de los programas de reforma presentadas por los demócratas sociales de Europa durante la década de 1920. Se basa en estudios de los patrones de desarrollo en todo el mundo desde el decenio de 1960.
Durante el decenio de 1980 y los principios de 1990, trabajó estrechamente con el economista australiano Ted Wheelwright, el investigador sueco Björn Hettne, el investigador polaco Zbigniew Bablewski, y el político y cientico finlandés Kimmo Kiljunen en el marco de la Asociación Europea de Investigación para el Desarrollo (EADI). Los resultados de estos esfuerzos incluyen el estudio de la Universidad de las Naciones Unidas (1989).
Fue uno de los primeros autores que presentaron escépticas evaluaciones de la Perestroika y el proceso de transformación. Su Russlands Tretmühle (Rusia rodante) predijo un nuevo endurecimiento del régimen ruso.
Su posterior trabajo, escrito después de su entrada en el sector público en 1992, es sobre el análisis de la política social y la migración en la nueva Europa ampliada después de las terapias de choque, que experimentó la región.
Después de volver a Viena desde su trabajo como diplomático en Polonia, Tausch trata de los análisis de las contradicciones del proceso de ampliación de la UE, aspectos de la reforma de las pensiones, y con el inagotable debate sobre Islam y desarrollo. Como autor ha editado, coeditado o contribuido a las mismas obras, con Samir Amin, Christopher Chase-Dunn, Andre Gunder Frank, e Immanuel Wallerstein.
El último capítulo de su análisis del Islam y desarrollo es el análisis sistemático de los datos de ESS, European Social Survey y WVS, World Values Survey. En los análisis sobre el proceso de Lisboa, trabajó en estrecha colaboración con el economista sueco Almas Heshmati.
Sus escritos sobre la reforma de las pensiones fueron influenciados por Franco Modigliani y Robert Holzmann, director del departamento de protección social en el Banco Mundial. Tausch contribuyó al volumen de conmemoración, dedicado al Premio Nobel de Economía, Franco Modigliani.

## Publicaciones
En general, la literatura de ciencias sociales menciona la obra de Tausch principalmente en el contexto de los debates sobre el Keynesianismo Global, La Teoría Socio-liberal del desarrollo mundial, los ciclos de Kondratieff, la mediación de la pobreza infantil, la teoría de la dependencia y enfoques del [sistema mundial] en las relaciones internacionales, el World Values Survey, estudios sobre Antisemitismo, estudios sobre Islám, y estudios Unión Europea y de la Política Social Europea.

Sus publicaciones más conocidas de los últimos años y las reacciones en la literatura son sobre Anti-Americanismo, pobreza de los niños; Islamismo, ciclos de Kondratieff; teología de liberación; reforma de las pensiones, la Unión Europea y sus contradicciones, la eficiencia y la efectividad de los gastos sociales, Keynesianismo global, Islamophobia, y los efectos de la desigualdad para la salud pública.

Arno Tausch es autor y coautor de numerosos libros en inglés y alemán; cuenta con más de 280 artículos en 9 idiomas y 33 países. Es publicado por los principales editores. Sus obras también están disponibles en la Universidad de California, Riverside, en el Red de investigación en Ciencias Sociales en Nueva York y en IDEAS en la Universidad de Connecticut.

### Obra de Arno Tausch

#### Libros en inglés
- (1993; in collaboration with Fred PRAGER) 'Towards a Socio-Liberal Theory of World Development'. Basingstoke and New York: Macmillan/St. Martin's Press

- (1999, Editor, with Andreas Mueller OFM and Paul Zulehner), “Global Capitalism, Liberation Theology and the Social Sciences. An analysis of the contradictions of modernity at the turn of the millennium” (with contributions by Samir Amin et. al) Huntington, New York: Nova Science. Paperback edition 2001

- (2001, with Peter Herrmann) Globalization and European Integration. Huntington NY, Nova Science. ISBN 1-560729295.

- (2001, with Gernot Koehler) Global Keynesianism: Unequal exchange and global exploitation. Huntington NY, Nova Science. ISBN 1-59033-002-1. Paperback edition 2001

- (2003, Editor) ‘The Three Pillars of Wisdom? A Reader on Globalization, World Bank Pension Models and Welfare Society’. Nova Science Hauppauge, New York, 2003

- (2005, Editor, with Peter Herrmann) ‘Dar al Islam. The Mediterranean, the World System and the Wider Europe. Vol. 1: The "Cultural Enlargement" of the EU and Europe's Identity; Vol. 2: The Chain of Peripheries and the New Wider Europe’. Hauppauge, New York: Nova Science Publishers. Abridged paperback editions, 2006, under the title: “The West, Europe and the Muslim World” (Vol. 1) and “Towards a Wider Europe” (Vol. 2)

- (2007), ‘The City on a Hill? The Latin Americanization of Europe and the Lost Competition with the U.S.A.’ Ámsterdam: Rozenberg (for info: http://www.rozenbergps.com/).

- (2007, Editor, with Almas Heshmati), ‘Roadmap to Bangalore? Globalization, the EU’s Lisbon Process and the Structures of Global Inequality’ Hauppauge, N.Y.: Nova Science Publishers (for info: https://web.archive.org/web/20110408221328/https://www.novapublishers.com/catalog/).

- (2007, with a postface by Christian Ghymers), ‘From the “Washington” towards a “Vienna Consensus”? A quantitative analysis on globalization, development and global governance’. Hauppauge, N.Y.: Nova Science Publishers (for info: https://web.archive.org/web/20110408221328/https://www.novapublishers.com/catalog/).

- (2007, with Christian Bischof, Tomaz Kastrun and Karl Mueller), ‘Against Islamophobia: Muslim Communities, Social Exclusion and the Lisbon Process in Europe’ Hauppauge, N.Y.: Nova Science Publishers (for info: https://web.archive.org/web/20110408221328/https://www.novapublishers.com/catalog/).

- (2007), ‘Against Islamophobia. Quantitative analyses of global terrorism, world political cycles and center periphery structures’ Hauppauge, N.Y.: Nova Science Publishers (for info: https://web.archive.org/web/20110408221328/https://www.novapublishers.com/catalog/).

- (2008), ‘Multicultural Europe: Effects of the Global Lisbon Process.’ Hauppauge, N.Y.: Nova Science Publishers (for info: https://web.archive.org/web/20110408221328/https://www.novapublishers.com/catalog/).

- (2009), “Titanic 2010? The European Union and its failed “Lisbon strategy”” Hauppauge, N.Y.: Nova Science Publishers (for info: https://web.archive.org/web/20110408221328/https://www.novapublishers.com/catalog/).

- (2009, with a foreword by Mansoor Moaddel), “What 1.3 billion Muslims really think. An answer to a recent Gallup study, based on the “World Values Survey”” Hauppauge, N.Y.: Nova Science Publishers ((for info: https://web.archive.org/web/20110408221328/https://www.novapublishers.com/catalog/).

- (2009, with Christian Bischof, and Karl Mueller), ‘”Muslim Calvinism”, internal security and the Lisbon process in Europe’ Rozenberg Publishers, Ámsterdam (for info: http://www.rozenbergps.com/).

- (2012, with Almas Heshmati and Ulrich Brand), 'Globalization, the Human Condition and Sustainable Development in the 21st Century. Cross-national Perspectives and European Implications' London, New York and Delhi: Anthem Press

- 2014, with Almas Heshmati and Hichem Karoui, ‘The political algebra of global value change. General models and implications for the Muslim world’. Hauppauge, N.Y.: Nova Science Publishers (for info: https://web.archive.org/web/20110408221328/https://www.novapublishers.com/catalog/).

- 2016, with Leonid Grinin and Andrey Korotayev, ‘Economic Cycles, Crises, and the Global Periphery’. Springer International Publishing, Heidelberg, New York, Dordrecht, London, ISBN 978-3-319-17780-9; http://www.springer.com/de/book/9783319412603

#### Libros en alemán
- 1979 Armut und Abhaengigkeit. Politik und Oekonomie im peripheren Kapitalismus. Studien zur österreichischen und internationalen Politik, Bd. 2 (Eds. P. Gerlich und A. Pelinka) W. Braumueller, Vienna http://www.braumueller.at/

- 1991 Jenseits der Weltgesellschaftstheorien. Sozialtransformationen und der Paradigmenwechsel in der Entwicklungsforschung. (Eds. H. Reinwald, H.A. Steger) Wilhelm Fink, Muenchen, Beitraege zur Soziologie und Sozialkunde Lateinamerikas

- 1991 Russlands Tretmühle. Kapitalistisches Weltsystem, lange Zyklen und die neue Instabilität im Osten. Eberhard, Muenchen

- 1993 Produktivkraft soziale Gerechtigkeit? Europa und die Lektionen des pazifischen Modells. Eberhard, Muenchen

- 1997 Schwierige Heimkehr. Sozialpolitik, Migration, Transformation, und die Osterweiterung der Europaeischen Union Múnich: Eberhard

- 2009 ‚Das EU-Budget und der Lissabon-Prozess: Eine empirische Effizienzanalyse aus konvergenzpolitischer und regionalpolitischer Sicht’ Hrsg. Abteilung Wirtschaftswissenschaft d. AK Wien, Wien: Kammer f. Arbeiter u. Angestellte f. Wien, 2009, Serie: Materialien zu Wirtschaft und Gesellschaft; 107, ISBN 978-3-7063-0384-2.

- 2010, Armut und Radikalität? Soziologische Perspektiven zur Integration der Muslime in Europa, basierend auf dem „World Values Survey“ und dem „European Social Survey“ Bremen: Europäischer Hochschulverlag, Serie ‚ Schriftenreihe: Studien zu vergleichender Sozialpädagogik und internationaler Sozialarbeit und Sozialpolitik’ (https://web.archive.org/web/20130622100405/http://sozialvergleich.org/)

- 2011, Globalisierung und die Zukunft der EU-2020 Strategie. Hrsg. Abteilung Wirtschaftswissenschaft d. AK Wien, Wien: Kammer f. Arbeiter u. Angestellte f. Wien, 2009, Serie: Materialien zu Wirtschaft und Gesellschaft; 107, ISBN 9783706304221

#### Libros en francés
- 2011, Trois essais pour une économie politique du 21e siècle - Mondialisation, gouvernance mondiale, marginalisation

Par Arno Tausch, Philippe Jourdon. Paris: L'Harmattan. ISBN 978-2-296-54400-0.
- 2011, Les musulmans: un cauchemar ou une force pour l'Europe? Par Arno Tausch, Hichem Karoui. Paris: L'Harmattan. ISBN 978-2-296-13980-0

#### Capítulos de libros (selección)
(1980, with O. HÖLL) Austria and the European Periphery in 'European Studies of Development' (J. de BANDT J./MANDI P./SEERS D. (Eds.)) Macmillan, London: 28-37
(1986) 'Positions within the Global Order, Patterns of Defense Policies, and National Development: Austria and Pakistan Compared' in 'Security for the Weak Nations. A Multiple Perspective. A Joint Project of Pakistani and Austrian Scholars' (S. FAROOQ HASNAT/PELINKA A. (Eds.)) Izharsons, Lahore: 245-255
(1989) 'Stable Third World Democracy and the European Model. A Quantitative Essay' in 'Crisis in Development' (Z. BABLEWSKI and B. HETTNE (Eds.), The European Perspectives Project of the United Nations University, University of Gothenburg, PADRIGU-Papers: 131-161
(2001) 'Mature Economy' in 'Routledge Encyclopedia of Political Economy' (Ed. R. J. Barry Jones) Vol. 2, pp. 1007-1008. London and New York: Routledge
(2002) ‘The European Union and the World System’. in ‘The European Union in the World System Perspective’ (The Polish Institute for International Affairs, Ryszard Stemplowski (Ed.)), Warsaw: Collections PISM (Polish Institute for International Affairs): 45-93.
(2003) ‘The European Union: Global Challenge or Global Governance? 14 World System Hypotheses and Two Scenarios on the Future of the Union’ in ‘Globalization: Critical Perspectives’ (Gernot Kohler and Emilio José Chaves (Editors)), pp. 93-197, Hauppauge, New York: Nova Science Publishers
(2004) ‚Towards a European Perspective for the Common Mediterranean House and the Positive Development Capability of Islamic Countries’ In ‚European Neighbourhood Policy: Political, Economic and Social Issues’ (Fulvio Attina and Rosa Rossi (Eds.), pp. 145-168, Università degli Studi di Catania Facoltà di Scienze Politiche
(2007) ‘Some reflections on European regional development’ In ‘Stosunki ekonomiczne w rozszerzonej Unii Europejskiej. Economic relations in the EU enlarged’ (Jaroslaw Kundera (Ed.)), pp. 399-408, Wroclaw: Kolonia Limited.
(2007), ‘World Bank Pension Reforms and Development Patterns in the World System and in “Wider Europe”’ In ‘Reforming European Pension Systems’ (Arun Muralidhar and Serge Allegreza (Eds.)), pp. 167-222, Ámsterdam, NL and West Lafayette, Indiana, USA: Dutch University Press, Rozenberg Publishers and Purdue University Press.
(2011), ‘Paul Boccara’s Analysis of Global Capitalism’ In ‘All the Same – All Being New. Basic Rules of Capitalism in a World of Change’ (Peter Herrmann (Ed.)), pp. 95 – 127, Bremen: Europäischer Hochschulverlag.

#### Artículos en revistas científicas (Selección)
Alternatives: Turkish Journal of International Relations;
Australian and New Zealand Journal of Public Health;
British Medical Journal (electronic edition);
Economic Papers, Warsaw School of Economics;
Evropa, Warsaw, Polish Institute for International Affairs;
History and Mathematics (Volgograd, Russia);
Hoover Digest, Stanford University;
Insight Turkey; Current Politics and Economics of Europe;
International Journal of Health Planning and Management;
International Social Science Journal (UNESCO, Paris);
Islamic Perspective, London;
Journal of Globalization Studies (Moscow);
Journal of Scholarly Publishing, Toronto;
Mirovaja ekonomika i meždunarodnyje otnošenija, IMEMO Institute, Moscow;
OeMZ. Oesterreichische Militaerische Zeitschrift, Vienna;
Oesterreichische Zeitschrift fuer Politikwissenschaft;
Ökonomenstimme. KOF Konjunkturforschungsstelle der ETH Zürich;
Revista de Ciencias Sociales, Universidad de Costa Rica;
Revista de Trabajo e Inmigración, Ministerio de Trabajo y de Inmigración, Madrid;
Revista Internacional de Sociología, CSIC, Madrid;
Social Evolution and History (Volgograd, Russia)
Sociológia - Slovak Sociological Review (Bratislava)
Society and Economy, Corvinius University, Budapest;
The European Journal of Comparative Economics; and
Wirtschaft und Gesellschaft (Vienna).

### Publicaciones sobre Arno Tausch (Selección)
Segell, Glen; Segell, Glen, (editor.) (2023), Development, Globalization, Global Values, and Security : Essays in Honor of Arno Tausch (First edition edición), Springer, ISBN 978-3-031-24513-8.
ademas:
- Alam S., Klein N., & Overland J. (2011). Globalisation and the quest for social and environmental justice: the relevance of international law in an evolving world order. Abingdon, UK; New York: Routledge.

- Amoranto G., Chun N., & Deolalikar A. (2010). Who are the Middle Class and What Values do They Hold? Evidence from the World Values Survey. ADB Economics, Asia Development Bank, Working Paper Series, No. 229 | October 2010, available at: http://www.adb.org/publications/who-are-middle-class-and-what-values-do-they-hold-evidence-world-values-survey .

- Austin, K. F. (2013). Export agriculture is feeding malaria: a cross-national examination of the environmental and social causes of malaria prevalence. Population and Environment, 35(2), 133-158.

- Babones, S., & Chase-Dunn Ch. (2012). Routledge Handbook of World-Systems Analysis, London and New York.

- Balambo, M. A. (2014). Hofstede's model revisited: an application for measuring the Moroccan national culture. International Journal of Business, Quantitative Economics and Applied Management Research, ISSN 2349-5677, Volume 1, Issue 3, August 2014.

- Bleich, E. (2011). What is Islamophobia and how much is there? Theorizing and measuring an emerging comparative concept. American Behavioral Scientist, 55(12), 1581-1600.

- Bleich, E. (2012). Defining and Researching Islamophobia. Review of Middle East Studies, 180-189.

- Brand, U. (2011). Post-Neoliberalismus. Aktuelle Konflikte und gegenhegemoniale Strategien. Hamburg: VSA.

- Bures, O. (2013). EU counterterrorism policy: a paper tiger?. Ashgate Publishing, Ltd.

- Canac, P., & García-Contreras, R. (2011). Colonial Hangover: The Case of the CFA. Journal of Asian and African Studies, 46(1), 54-68.

- Center for Transatlantic Relations. Paul H. Nitze School of Advanced International Studies. Johns Hopkins University (Vedran Dzihic/Thomas Schmidinger (eds.). (2011). Looming Shadows. Migration and Integration at a time of Upheaval. European and American Perspectives. Washington DC, 2011.

- Černý, K. (2010). Dvě tváře SP Huntingtona: Od teorií modernizace k civilizacionistice. Sociologický časopis/Czech Sociological Review, (02), 301-311.

- Cho, E. Y. N. (2014). A Clustering Approach to Comparing Children’s Wellbeing Across Countries. Child Indicators Research, 1-15.

- Cho, E. Y. N. (2014). Children’s Wellbeing in East and Southeast Asia: A Preliminary Comparison. Social Indicators Research, 1-19.

- Çolak, M. S., & Ege, A. (2013). An Assessment of EU 2020 Strategy: Too Far to Reach?. Social indicators research, 110(2), 659-680.

- de Hart, J. J. M.; Dekker, P.; & Halman, L. (2013). Religion and civil society in Europe. Dordrecht; New York: Springer.

- Degryse, Ch. et al. 2011. Social Developments in the European Union, 2010: Twelfth annual report. European Union Trade Union Institute, ETUI, Bruxelles: 2011.

- Department of Social Protection / An Roinn Coimirce Sóisialai, Republic of Ireland (Dorothy Watson and Bernd Maitre) 2013. Social Transfers and Poverty Alleviation in Ireland. Department of Social Protection, Dublin, 2013.

- Duquesne, I. (2011). Nepal, Zone of Peace: A Revised Concept for the Constitution. Paris: l'Harmattan.

- Ekici, T., & Yucel, D. 2014. What Determines Religious and Racial Prejudice in Europe? The Effects of Religiosity and Trust. Social Indicators Research, June 2014.

- Ellison, G., & Pino, N. W. (2012). Globalization, Police Reform and Development. Doing it the Western Way? Basingstoke: Palgrave Macmillan.

- Emerson, L. (2010). The good life for children: Do we really care about the trends?. The Australian Journal of Social Issues, 45(1), 101.

- Froestad, J., & Shearing, C. D. (2013). Security governance, policing, and local capacity. Boca Raton: CRC Press.

- Giedraitis, V. R., Rastenienė, A., & Rajanbabu, H. (2011). Baltic and Asian tigers: The biotechnology sectors of Lithuania and India as sources of innovation and economic growth. Perspectives of Innovations, Economics and Business, PIEB, (3/(9), 5-11.

- Global Conference on Sustainable Manufacturing, Seliger, G., Khraisheh, M. K., & Jawahir, I. S. (2011). Advances in sustainable manufacturing: Proceedings of the 8th Global Conference on Sustainable Manufacturing. Berlín: Springer.

- Greinacher, N. (2010). Von der Wirklichkeit zur Utopie der Weg eines Theologen. Frankfurt a.M. Berlín, New York, NY: Peter Lang, Erfahrung und Theologie, Bd. 37.

- Grinin, L. E., & Grinin, A. L. (2013). Global Technological Transformations. In “Globalistics and Globalization Studies” (2012) Grinin, Leonid; Ilyin, Ilya; Korotayev, Andrey. Volgograd: Uchitel Publishing House (pp. 98-128).

- Grinin, L., & Korotayev, A. (2011). The coming epoch of new coalitions: possible scenarios of the near future. World Futures, 67(8), 531-563.

- Grinin, L., & Korotayev, A. (2012). Does “Arab Spring” Mean The Beginning Of World System Reconfiguration?. World Futures, 68(7), 471-505.

- Gurgul, H., & Lach, Ł. (2014). Globalization and economic growth: Evidence from two decades of transition in CEE. Economic Modelling, 36, 99-107.

- Hajjat, A., & Mohammed, M. (2013). Islamophobie: Comment les élites françaises fabriquent le "problème musulman. Paris: la Découverte.

- Haller, M. (2010). European integration as an elite process: the failure of a dream?. London and New York: Routledge.

- International Seminar on Democratic and Secular Education, Panikkar, K. N., & Bhaskaran, N. M. (2011). Emerging trends in higher education in India: Concepts and practices. Delhi: Longman.

- Jackson, P. I., & Doerschler, P. (2012). Benchmarking Muslim well-being in Europe: Reducing disparities and polarizations. Bristol: Policy Press.

- Jackson, R. H., Jackson R., & Sørensen G. 2012. Introduction to International Relations: Theories and Approaches. Oxford University Press, 2012.

- Jovanovic, A., Renn O., & Schröter R. (2012). Social Unrest, OECD Publishing. DOI: 10.1787/9789264173460-en .

- Kharlamova, G. (2012). Environmental security and its economical aspect. Springer Netherlands.

- Khayyat, N. T., & Lee, J. D. (2014). A measure of technological capabilities for developing countries. Technological Forecasting and Social Change. Available online 26 September 2014.

- Kindiki, M. M. (2014). Dependency in international regimes: the case of the apparel industry in sub-Saharan Africa. Review of African Political Economy, (ahead-of-print), 1-15.

- Korotayev, A. V., & Grinin, L. E. (2012). Kondratieff Waves in the World System Perspective. In: Kondratieff Waves. Dimensions and Prospects at the Dawn of the 21 st Century, 23-65. Volgograd: Uchitel.

- Korotayev, A. V., & Grinin, L. E. (2014). Kondratieff Waves in the Global Studies Perspective. In: Globalistics and Globalization Studies: Aspects Dimensions of Global Views, 65, Volgograd: Uchitel.

- Korotayev, A. V., & Tsirel, S. V. (2010). A spectral analysis of world GDP dynamics: Kondratieff waves, Kuznets swings, Juglar and Kitchin cycles in global economic development, and the 2008–2009 economic crisis. Structure and Dynamics, 4(1).

- Korotayev, A., Zinkina, J., & Bogevolnov, J. (2011). Kondratieff waves in global invention activity (1900–2008). Technological Forecasting and Social Change, 78(7), 1280-1284.

- Leimgruber, M. (2012). The historical roots of a diffusion process: The three-pillar doctrine and European pension debates (1972-1994). Global Social Policy, April 2012; vol. 12, 1: pp. 24-44; .

- Lubieniecka, E. R. (2014). Chinese Engagement in Sub-Saharan Africa: Can the Beijing Consensus be Explained Under World-Systems Analysis?. Fudan Journal of the Humanities and Social Sciences, 7(3), 433-450.

- Lučev, J. (2014). How Long Before NATO Aircraft Carrier Force Projection Capabilities Are Successfully Countered? Some effects of the fiscal crises. Croatian International Relations Review, 20(71), 122-152.

- Martorano, B., Natali, L., de Neubourg, C., & Bradshaw, J. (2013). Child well-being in advanced economies in the late 2000s. Social Indicators Research, 1-37.

- McKendrick, J. H. (2014). Geographies of Children’s Well-Being: in, of, and for Place. In “Handbook of Child Well-Being” (pp. 279-300). Springer Netherlands.

- Minujin, Z. A., & Nandy, S. (2012). Global child poverty and well-being: Measurement, concepts, policy and action. Bristol, UK: Policy Press.

- O’Hare, W. P. (2014). A Research Note on Statistical Methods Used to Create Indices of Child Well-Being. Child Indicators Research, 1-20.

- Osorio, A. M., & Aguado, L. F. (2010). Una mirada a la situación de laniñez en el Valle del Cauca; Uma olhada à situação da infância no Valle del Cauca; A look at the childhood situation in the Province of Valle del Cauca. Revista Latinoamericana de Ciencias Sociales, Niñez y Juventud, 8(2), 1169-1193.

- Otoiu, A., Titan, E., & Dumitrescu, R. (2014). Are the variables used in building composite indicators of well-being relevant? Validating composite indexes of well-being. Ecological Indicators, 46, 575-585.

- Park, S., & Vetterlein, A. (2010). Owning Development. Creating Policy Norms in the IMF and the World Bank. Cambridge: at the University Press.

- Saba, F. (2012). Presence of Mind. Social Philosophy Today, 28: 131-146.

- Saul, B. (2010). “Why do they hate us?” … They hate our freedoms’: The globalization of terrorism and counterterrorism. In: Globalisation and the Quest for Social and Environmental Justice. The Relevance of International Law in an Evolving World Order (Edited by Shawkat Alam, Natalie Klein, Juliette Overland), pp. 207 – 236, London: Routledge

- Schröter, R.; Jovanovic, A., & Renn, O. (2014). Social unrest: a systemic risk perspective. In: Planet@Risk, 2(2): 125-134, Davos: Global Risk Forum GRF Davos.

- Shields, R. (2013). Globalization and international education. London: Continuum.

- Subasat, T. (2013). Can Differences in International Prices Measure Unequal Exchange in International Trade?. Competition Change, 17(4), 372-379.

- Taylor, B. (2014). Who wants to give forever? Giving meaning to sustainability in development. Journal of International Development, 26(8), 1181-1196.

- Üstün, C. (2010). Foreign Policy in the EU and Joint Interests with Turkey. Policy Brief – 5, Center for European Studies, Middle East Technical University, Ankara, available at: http://accesstr.ces.metu.edu.tr/dosya/ustun1.pdf (enlace roto disponible en Internet Archive; véase el historial, la primera versión y la última). .

- Villaroman, N. G. (2011). Rescuing a Troubled Concept: An Alternative View of the Right to Development. Netherlands Quarterly of Human Rights, 29, 13.

- Vogli, R. D., Kouvonen, A., Elovainio, M., & Marmot, M. (2014). Economic globalization, inequality and body mass index: a cross-national analysis of 127 countries. Critical Public Health, 24(1), 7-21.

- Wood, G., & Demirbag M. (2012). Handbook of Institutional Approaches to International Business. Cheltenham, Glos. And Northampton, MA: Edward Elgar Publishing.

- Yilmaz, I. (2010). Utilization of Social Capital for Sustainable Development and Peacebuilding in Global Conflict Zones by Faith-Based Movements. European Journal of Economic and Political Studies, 3, 189.

### Eco en los medios de comunicación internacional
Arena Magazine, Sydney, 2001, 52, April/May: 44-46 (book review, Wheelwright T. on “Global Capitalism, Liberation Theology and the Social Sciences, 1999”)
Bild, 23.05.2008 “Sozialsystem nur Mittelmaß” (on IZA Discussion Paper 3482, “Efficiency and Effectiveness of Social Spending”)
BBC Monitoring International Reports “AUSTRIAN ISLAM CONFERENCE SPEAKERS AT ODDS OVER DEMOCRACY, SECULARISM, BBC Monitoring International Reports, March 28, 2007 Wednesday, A200703281B-143F1-GNW, 374 words”
Journal of Common Market Studies, Globalization and European Integration, by A. Tausch and P. Herrmann..., FRANCESCO DUINA, Bates College, JCMS: Journal of Common Market Studies, Volume 42, Issue 2, Page 437-451, Jun 2004; Globalization, the EU's Lisbon Process and the Structures of Global Inequality – Edited by A. Heshmati and A. Tausch, FERRAN BRUNET, Universitat Autònoma de Barcelona JCMS: Journal of Common Market Studies, Volume 46, Issue 3, Page 741-741, Jun 2008
Der Westen (WAZ-Gruppe), 23.05.2008: Deutsches Sozialsystem nur mittelmäßig (on IZA Discussion Paper 3482, “Efficiency and Effectiveness of Social Spending”)
Die Zeit, 1987, 42, 38: 11-09-1987 (on collective volume Maislinger A. (1986) ‘Costa Rica’)
Die Welt, 23. 05. 2008: „Europäischer Vergleich. Das deutsche Sozialsystem ist nur Mittelmaß“ (on IZA Discussion Paper 3482, “Efficiency and Effectiveness of Social Spending”)
evangelischer pressedienst entwicklungspolitik, 1979: 24: 27 (Book review by Dieter Senghaas on „Armut und Abhängigkeit“)
El Nacional, Venezuela “Tragedia puso a prueba las instituciones’. El Nacional (Venezuela), April 18, 2010 Sunday, 680 palabras, Gruber, Armando
El Nacional, Venezuela July 2, 2011 Saturday, Polonia deberá liderar a la UE ante el reto de la crisis griega
Format (Vienna) 25.01.08 Echte Österreicher; Muslim ist nicht gleich Muslim. Nicht alle leiden unter Bildungsdefiziten und schlechtem Einkommen. Aber alle unter Vorurteilen und Beleidigungen. / Zwei Stunden volles FORMAT (APA)
Frankfurter Neue Presse 24.05.08 Deutsches Sozialsystem/nur mittelmäßig
Frankfurter Rundschau, 24.05.08 „Schwache Performance/Deutsches Sozialsystem schneidet mäßig ab“ (on IZA Discussion Paper 3482, “Efficiency and Effectiveness of Social Spending”)
Milano Finanza, June 2, 2007 (“Che si legge a Palazzo” on: “Against Islamophobia: Quantitative Analyses of Global Terrorism, World Political Cycles and Center Periphery Structures”) and MF, September 11, 2007, Commenti & Analisi; Pg. 6, 763
Neue Zürcher Zeitung, 1987, 146, 27/28 June (91) (on collective volume Maislinger A. (1986) ‘Costa Rica’)
Nürnberger Nachrichten 24.05.08 „Sozialsystem nicht effektiv genug?“ (on IZA Discussion Paper 3482, “Efficiency and Effectiveness of Social Spending”)
Pakistan Times, 1987, April 24 (book review on collective volume Farooq-Hasnat S. and Pelinka A. (1986), ‘Security for the Weak Nations’)
Profil (Vienna) 18.01.99 Erlesener Osten; Sach- u. Fachliteratur/ Südosteuropäische Geschichte und Geschichtswissenschaft. Eine/Einführung./ Karl Kaser, Böhlau 1990, 412 S., öS 496,/ Im Osten was Neues. Profil (APA)
Radio Praha, News 23.05.2008, http://www.radio.cz/de/nachrichten/104386 (on IZA Discussion Paper 3482, “Efficiency and Effectiveness of Social Spending”)
Reference & Research Book News, February 1, 2008, 248 words (on Almas Heshmati and Arno Tausch)
SciTech Book News, December 1, 2007, 262 words (on Almas Heshmati and Arno Tausch)
Spiegel Online 23.05.08 Studie. „Deutsches Sozialsystem ist Mittelmaß - das tschechische Spitze“ (on IZA Discussion Paper 3482, “Efficiency and Effectiveness of Social Spending”)
Stuttgarter Nachrichten 24.05.08 „Sozialsystem nur mittelmäßig“ (on IZA Discussion Paper 3482, “Efficiency and Effectiveness of Social Spending”)
Stuttgarter Zeitung 24.05.08 „Sozialsystem laut Studie mittelmäßig“ (on IZA Discussion Paper 3482, “Efficiency and Effectiveness of Social Spending”)
The Nation (Pakistan), 1987, August 21, 1987 (book review on collective volume Farooq-Hasnat S. and Pelinka A. (1986), ‘Security for the Weak Nations’)
Trierischer Violksfreund (Trier, Germany) 26.04.01 UNIVERSITÄT Kolloquium Zukunft" UNIVERSITÄT/Kolloquium/Zukunft"/TRIER. Auch in diesem Sommer bietet das Zentrum für europäische Studien der Uni Trier wieder eine Vorlesungsreihe unter dem; Trierischer Volksfreund
Wiener Zeitung (Vienna) 27.03.07 Streit über Islam in Europa; Wien. "Es gibt Hassprediger in den Moscheen, aber auch in den Medien." Gleich am Anfang der zweitägigen Konferenz "Islam in Europa" in der Diplomatischen Akademie, Wiener Zeitung (APA)
Wiener Zeitung (Vienna) 30.04.04 Ein Sonderweg mit Stolpersteinen; Von Michael Schmölzer/ Wie ist es eigentlich dazu gekommen, dass die europäische/Zivilisation eine so deutlich andere Richtung, einen "Sonderweg" im/Vergleich; Wiener Zeitung (APA)